# UB 29
De UB 29 was een U-boot van de Duitse Keizerlijke Marine tijdens Wereldoorlog I. Deze U-boot werd op 30 april 1915 besteld bij AG Weser te Bremen, de tewaterlating gebeurde op 31 december 1915 en als UB 29 in dienst genomen op 18 januari 1916. De U-boot bracht 31 schepen tot zinken en werd vermoedelijk op 13 december 1916 zelf tot zinken gebracht of liep op een zeemijn voor de Belgische kust.

## Ontwerp
De UB 29 is van het type UB II en was 36 meter lang op 4 meter breed. De bewapening bestond uit twee 50 cm torpedobuizen en een 5 cm dekkanon. Twee dieselmotoren konden 196 kW vermogen leveren, terwijl de elektromotoren van Siemens 210 kW konden leveren. Hij kon tot 50 meter diep duiken.

## Einde en vindplaats wrak
Op 27 november 1916 voer de UB 29 uit onder bevel van Erich Platsch voor wat de laatste missie zou worden. Er werden nog zes schepen tot zinken gebracht. Volgens de logs van de HMS Landrail, een Britse torpedojager, ramde deze de UB 29 op 13 december 1916 ten zuiden van de Goodwin Sands, een zandbank op 10 km van de Engelse kust, en gebruikte vervolgens dieptebommen om de UB 29 volledig uit te schakelen. 
Maar in 2017 werd het wrak van de UB 29 gelokaliseerd voor de Belgische kust, wat vraagtekens plaatst bij die Britse gegevens. Het wrak werd geïdentificeerd aan de hand van een merkplaat boven een torpedobuis. De onderzoekers van het wrak schuiven twee alternatieve theorieën naar voor: De UB 29 kon toch ontkomen na de aanvaring met de HMS Landrail, en kwam later via een mijn tot zinken, of het was een andere U-boot die door de HMS Landrail werd uitgeschakeld, mogelijk de UC 19. De Duitse overheid heeft beslist om de 22 opvarenden niet boven te halen maar in hun zeemansgraf te laten.